# Refrigeració

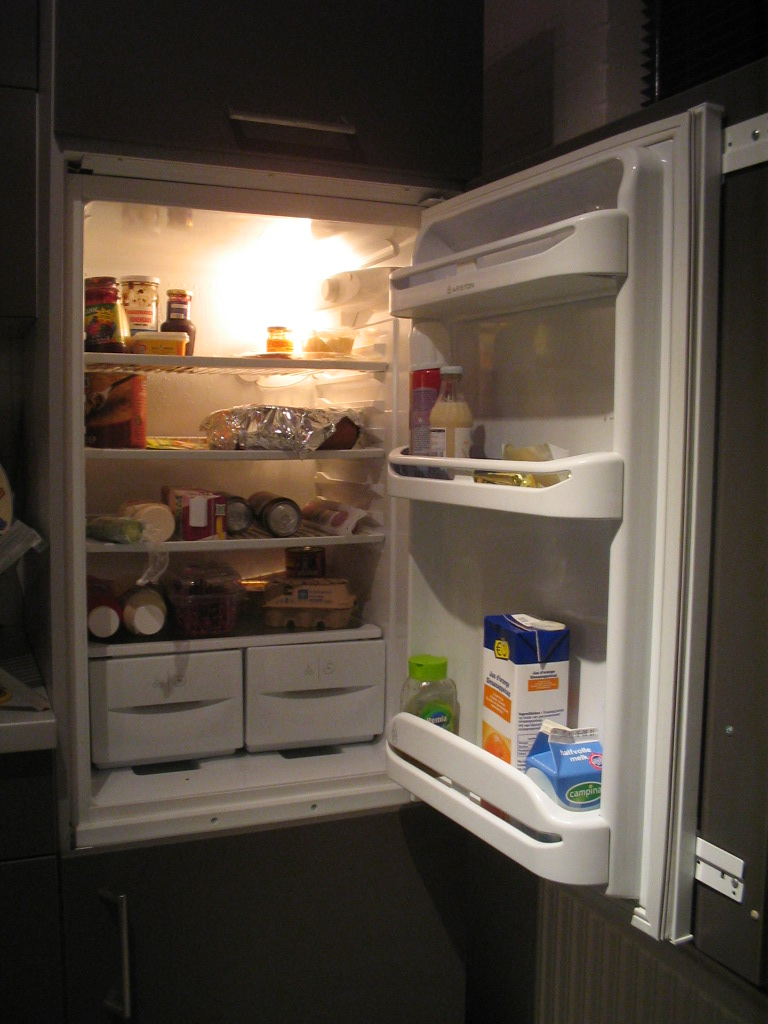
Refrigerador domèstic

La refrigeració és el procés de reducció i manteniment de la temperatura d'un objecte o espai, a un valor menor a la del medi ambient. La refrigeració es realitza extraient energia del cos, generalment reduint la seua energia tèrmica, el que contribueix a reduir la temperatura d'aquest cos.

## Transferència d'energia

Funcionament d'una màquina tèrmica de refrigeració.

La refrigeració implica transferir l'energia del cos que pretenem refredar a un altre, aprofitant les seues propietats termodinàmiques. La temperatura és el reflex de la quantitat o nivell d'energia que posseeix el cos, ja que el fred pròpiament no existeix, els cossos solament tenen més o menys energia tèrmica. D'aquesta manera refredar correspon a retirar energia (calor) i no ha de pensar-se en termes de «produir fred o afegir fred».
La salut i el benestar d'un país pot dependre dels sistemes de refrigeració. Per exemple; l'alimentació i l'emmagatzematge de vacunes, distribució, aplicació mèdica, industrial, comercial i domèstica de tota classe depèn dels sistemes de refrigeració.

## Funcionament
El procés termodinàmic de refrigeració pot fer-se de diversos modes:
Mitjançant un fluid en moviment que absorbeix calor en una regió. El fluid en moviment evacua la calor. El fluid no canvia de fase. Exemples d'aquest tipus en són els sistemes de refrigeració amb aire o aigua en motors tèrmics.
Mitjançant un fluid en moviment que pateix canvis de fase, amb la qual cosa hom produeix transferència energètica equivalent a la calor latent. Es poden distingir dues situacions: 
- Absorció de calor latent durant l'evaporació d'un fluid, amb posterior regulació de la humitat atmosfèrica resultant. Es tracta d'un circuit obert, amb processos termodinàmics no cíclics.
- Absorció de calor latent durant l'evaporació d'un fluid en una part d'un circuit tancat i posterior condensació per mitjà d'una energia externa per tal de repetir el cicle. En aquest cas hi ha un cicle termodinàmic amb una transformació que absorbeix energia tèrmica d'un recinte i una altra transformació que cedeix calor a un altre recinte no comunicat amb el que es vol refredar.

## Exemples tecnològics
Per a aconseguir una disminució en la temperatura de l'aire d'un espai cal absorbir-ne calor i enviar-lo a l'exterior. Això es realitza normalment mitjançant energia elèctrica tot i que es poden utilitzar altres fonts d'energia (com ara el gas per a les neveres).
El procés de refrigeració d'un espai és força més complicat que el de calefacció, ja que requereix tecnologia que no es va desenvolupar fins a mitjans del segle xx. El procés és el següent:
- Un gas refrigerant (com ara el tetrafluoretà), en un circuit tancat, es comprimeix amb un compressor, cosa que fa augmentar-ne la temperatura, i s'envia al condensador.
- El condensador rep el gas comprimit a alta temperatura, i gràcies a un intercanvi de calor (absorbeix la calor de l'aire) pot passar a l'estat líquid (condensació). Això provoca també que es generi aigua líquida, ja que l'aire fred no pot retenir tant vapor d'aigua com el calent, reduint així la humitat ambiental.
- El refrigerant és conduït a l'exterior, on se'l permet expandir-se en un evaporador; en deixar anar tota la calor sobrant, en un altre intercanvi de calor, recupera el seu estat gasós (evaporació).
- El refrigerant torna a l'interior i el procés es repeteix, reduint així la temperatura de l'aire.

En aquest procés, l'energia que s'aplica al sistema és la que necessita el compressor per a comprimir el gas.

## Refrigeració líquida (informàtica)[calcitació]
La refrigeració líquida o watercooling és una tècnica de refredament que utilitza líquid refrigerant com a mitjà refrigerant, aconseguint així excel·lents resultats en la disminució de temperatures. Comporta enormes possibilitats d'overclock. Se sol dissenyar amb circuits d'aigua estancs.
L'aigua, i qualsevol líquid refrigerant, té més capacitat tèrmica que l'aire. Aprofitant aquest principi, un circuit de refrigeració líquida dissipa la calor generada als components del PC usant l'aigua com a fluid refrigerant, refredant-la en un radiador amb ventiladors que està en contacte amb l'exterior de la caixa, expulsant la calor fora d'aquesta.

### Funcionament
El líquid refrigerant (aigua o una barreja amb altres compostos) s'emmagatzema en un dipòsit. Una bomba s'encarrega d'impulsar-lo a pressió per fer-lo passar pels diferents blocs (el del processador, el del xipset, el de la targeta gràfica, el disc dur, etc.).
Quan el líquid ha passat per tots els blocs, arriba al radiador, que sol tenir ventiladors dels quals l'aire fred refreda el líquid circulant.
Després d'haver estat refredat el líquid al radiador, arriba de nou al dipòsit, per tornar a iniciar el recorregut, formant així un circuit tancat de refrigeració.
Observem doncs que un circuit de refrigeració líquida ha de tenir diversos components bàsics: Circuit d'aigua o conjunt de tubs pels quals flueix el líquid refrigerant, incloent-hi un dipòsit. Bloc d'aigua, generalment de coure o alumini, semblant a un radiador petit on el component calent transmet la calor al líquid refrigerant. Bomba que genera la circulació del líquid. Radiador on el líquid, circulant per tubs molt fins, és refredat gràcies al cabal d'aire generat per ventiladors.
En cas de voler refrigeració extrema, és convenient emprar plaques peltier.
Amb aquests sistemes s'aconsegueix refredar l'ordinador en conjunt, ja que a diferència dels sistemes tradicionals no es dissipa la calor dins del xassís. A més, ha quedat provada la seva eficàcia davant d'altres sistemes, generalment més sorollosos encara que més barats, que usen l'aire com a mitjà de dissipació.